# Quedivato do Egito
O Quedivato do Egito (em árabe: خديوية مصر; romaniz.: khadiawiat misr; em turco: Mısır Hidivliği) foi um Estado tributário autônomo do Império Otomano.

## História

### Antecedentes
Conquistado pelo Império Otomano em 1517, o Egito sempre mostrou-se uma difícil província para os sultões otomanos controlarem, em parte devido à força contínua e a influência dos mamelucos, a casta militar egípcia que governou o país durante séculos. Como tal, o Egito permaneceu como uma região semiautônoma sob os mamelucos, até ser invadido pelas forças francesas de Napoleão em 1798.

#### Ascensão de Maomé Ali
Quando os aliados otomanos e ingleses derrotaram as forças francesas no Egito otomano, o governo otomano manteve um exército considerável na área, com a antiga classe dominante dos mamelucos, apesar de sua derrota nas mãos dos franceses, se estabelecendo no Alto Egito. As facções otomanas e mamelucas não coexistiram bem neste período, e logo disputas irrompem entre eles.
Em 1805, a existência de um oficial albanês do contingente otomano, Maomé Ali, havia chegado ao conhecimento de seus superiores. Ele foi visto, tanto por seus colegas e a população egípcia, como o único homem capaz de trazer "ordem e segurança" para a região.
A Maomé Ali foi dado o controle do Egito, embora a Sublime Porta estivesse preocupada com o poderio do albanês. O governo otomano tentou fazer Maomé Ali governador do Hijaz, na tentativa de diminuir sua influência na região. Esta tentativa foi recebida com raiva, no Egito, e Maomé Ali foi feito uale, ou governador, do Egito.
O restante dos beis mamelucos foram assassinados, sob comando de Maomé Ali, em 1811. Este evento consolidou o controle otomano sobre o Egito, havendo avanços na agricultura (o que aumentou o volume de exportações egípcias) e o início de um longo projeto de industrialização da região. Em 1820, o exército de Maomé Ali foi forte o suficiente para invadir e conquistar o Sudão. Isto estabeleceu-o como o governante inquestionável do Egito, nominalmente independente do Império Otomano. No entanto, ele ajudou o sultão na luta contra os gregos durante a Guerra da Independência Grega até que a sua marinha foi derrotada por uma coalizão Europeia de Navarino em 1827.

#### As guerras contra os turcos
Apesar de ter sido nomeado apenas como uale, Maomé Ali autoproclamou-se quediva, ou vice-rei hereditário no início de seu governo. A administração otomana, embora desgostosa, decidiu nada fazer até Maomé Ali invadir a Síria em 1831. O governo local tinha sido prometido pelo sultão ao uale, por sua ajuda durante a Guerra da Independência Grega, mas a região não lhe foi concedida.  A invasão levou os otomanos, assistidos pelos britânicos, a contra-atacar em 1839.
Em 1840, os britânicos bombardearam Beirute e uma força anglo-otomana desembarcou e apreendeu Acre. O exército egípcio foi forçado a recuar e a Síria se tornou novamente uma província do otomana. Como resultado da Convenção de Londres, Maomé Ali abdicou de todos os territórios conquistados exceto o Sudão.

#### Sucessores de Maomé Ali
Em 1848, Maomé Ali estava com a saúde debilitada devido à idade avançada, o que estimulou seu filho Ibrahim, requerir sua admissão como uale egípcio. O sultão otomano aceitou a proposta e Maomé Ali foi retirado do poder. No entanto, Ibrahim morreu de tuberculose doença meses depois, sendo sucedido por seu sobrinho, Abaz I, que, por sua vez, desfez muitas das realizações de Maomé Ali. Abaz foi assassinado por dois de seus escravos em 1854, e o quarto filho de Ali, Saíde, sucedeu Abaz. O novo uale trouxe de volta muitas das políticas do seu pai mas teve um reinado curto, com duração de apenas nove anos. Seu sobrinho Ismail, outro neto de Maomé Ali, tornou-se uale em seu lugar. Em 1867, o sultão otomano reconheceu oficialmente o título de quediva usado desde o governo de Maomé Ali.

### Domínio sancionado do quedive (1867-1914)

#### Influência europeia
Durante o reinado de Ismail, o governo egípcio, chefiado pelo primeiro-ministro Nubar Paxá, tinha contraído dívidas com o Reino Unido e França, dependo economicamente de ambas as potências europeias. O quedive tentou extinguir tal dependência enquanto praticava uma agressiva política doméstica. Sob Ismail, 112 canais e 400 pontes foram construídos no Egito. Devido aos seus esforços para conquistar a independência financeira do Egito, Ismail tornou-se mal visto entre diplomatas britânicos e franceses, incluindo Evelyn Baring e Alfred Milner, que alegavam que o mesmo iria "arruinar o Egito."
Em 1869, a conclusão do Canal de Suez possibilitou ao Reino Unido um percurso mais rápido para o Raj Britânico, resultando no aumento das expectativas de autoridades egípcias de obter privilégios econômicos e militares para com os britânicos. No entanto, Ismail não conseguiu melhorar sua reputação nos círculos diplomáticos europeus, que influenciaram em sua queda frente ao sultão otomano.

#### Teufique e a perda do Sudão
Ismail foi sucedido por seu filho mais velho Teufique Paxá, que, ao contrário de seus irmãos mais novos, não tinha sido educado na Europa. Ele seguiu uma política de estreitamento das relações com a Grã-Bretanha e França, mas sua autoridade foi posta em cheque durante uma rebelião liderada por seu ministro da Guerra Urabi Paxá em 1882. Urabi aproveitou violentos tumultos em Alexandria para tomar o controle do governo e depor Teufique temporariamente.
Forças navais britânicas bombardearam e capturaram Alexandria, e uma força expedicionária sob o general Sir Garnet Wolseley foi formada no Reino Unido. O exército britânico desembarcou no Egito e derrotou o exército de Urabi na batalha de Tel el-Kebir. Urabi foi julgado por traição e condenado à morte, mas a sentença foi alterada para exílio. Após a revolta, o exército egípcio foi reorganizado aos moldes britânicos e comandados por oficiais do Reino Unido, que passou a controlar de facto o quedivato como protetorado.
Enquanto isso, uma rebelião religiosa havia irrompido no Sudão liderada por Maomé Amade, que foi autoproclamado mádi. Os rebeldes madistas haviam tomado a capital da região de Cordofão e aniquilaram duas expedições britânicas enviadas para sufocá-los. O militar britânico Charles George Gordon, um ex-governador do Sudão, foi enviado para a capital local, Cartum, com ordens para evacuar a minoria dos habitantes europeus e egípcios. Em vez de evacuar a cidade, Gordon preparou um cerco e o estendeu até 1885, por fim Cartum finalmente caiu, e Gordon foi morto.
A expedição britânica de socorro a Gordon foi atrasada por várias batalhas, e assim foi incapaz de chegar a Cartum e salvar o militar. A tomada da cidade pelos madistas resultou na proclamação de um Estado islâmico, governado pelo primeiro mádi e depois pelo seu sucessor, o califa Abedalá ibne Maomé.

#### Reconquista do Sudão
Em 1896, durante o reinado do filho de Teufique, Abaz II, uma enorme força anglo-egípcia, sob o comando do General Herbert Kitchener, começou a reconquista do Sudão. Os Madistas foram derrotados nas batalhas de Abu Hamide e Atbara . A campanha foi concluída com a vitória anglo-egípcia em Ondurmã, a capital Madista. O califa foi perseguido e morto em 1899, na Batalha de Umm Diwaykarat, e o domínio anglo-egípcio foi restaurado para o Darfur, sendo constituído outro protetorado britânico na região (ver Sudão Anglo-Egípcio).

#### Fim do quedivato
Abaz II tornou-se muito hostil aos britânicos, sendo considerado por Lord Kitchener um "mau quediva" digno de deposição. Em 1914, quando a Primeira Guerra Mundial foi iniciada, o Império Otomano se juntou às Potências Centrais, coalisão rival das Potências Aliadas, entre as quais o Reino Unido. Enquanto o Egito ainda era um estado vassalo nominal do Império Otomano, os britânicos proclamaram o Sultanato do Egito, e aboliram o quedivato. Abaz II, apoiador das Potências Centrais, foi removido do trono e exilado para a Suíça. Ele foi sucedido por seu tio, Huceine Camil, que recebeu o título de sultão do Egito.

## Eventos e pessoas notáveis durante o regime do quedivato

### Eventos
- Guerra da Independência Grega (1821-1830)
- Invasão egípcia da Síria (1830)
- Conclusão do Canal de Suez (1869)
- Revolta de Urabi (1881)
- Primeira Guerra Madista (1881-1885)
- Segunda Guerra Madista (1896-1899)
- Abolição do quedivato; estabelecimento do Sultanato do Egito (1914)

### Pessoas
- Maomé Ali: Primeiro governador otomano hereditário do Egito
- Ibraim Paxá do Egito: Filho de Maomé Ali e seu sucessor (em 1848)
- Abaz I do Egito: sucessor de Ibraim
- Saíde do Egito: sucessor de Abaz
- Ismail Paxá: Primeiro quediva do Egito; sucessor Saíde
- Teufique Paxá: Segundo quediva; sucessor Ismail
- Abaz II do Egito: Terceiro e último quediva; sucessor do Teufique
- Huceine Camil: o filho de Ismail; primeiro sultão do Egito
- Nubar Paxá: político egípcio, muitas vezes primeiro-ministro do Egito
- Ahmed Urabi: soldado egípcio, ministro da Guerra, líder da revolta de Urabi
- Maomé Amade: Mádi auto-proclamado, líder da revolta sudanesa de Madista